# Ludwig Hohenegger

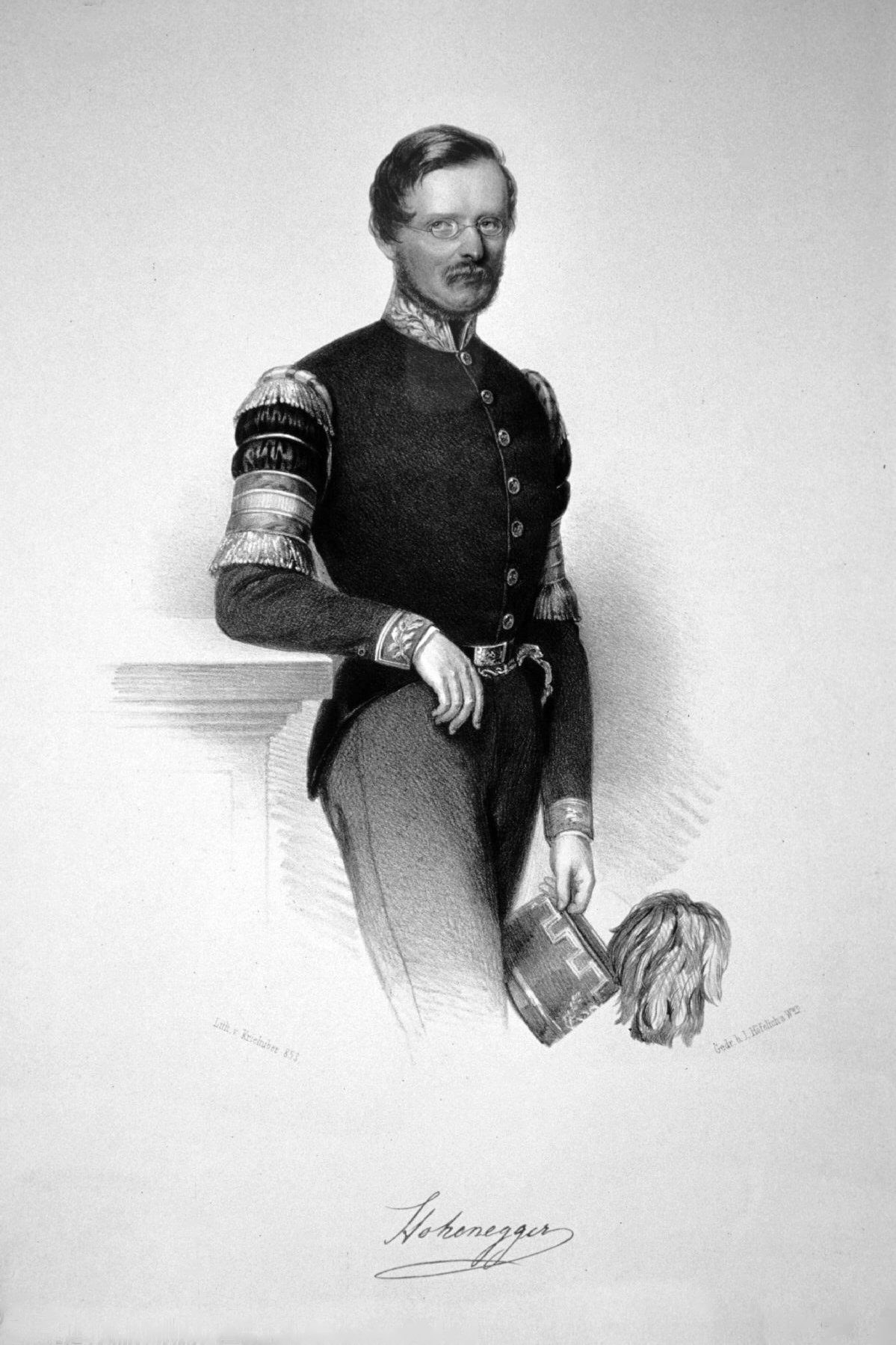
Foto nach einer Lithografie von Josef Kriehuber

Ludwig Hohenegger (* 21. Februar 1807 in Memmingen; † 25. August 1864 in Teschen) war ein deutscher Geologe und Montanist.

## Leben
Nach dem Studium der Rechtswissenschaft in München und anschließendem Studium des Berg- und Hüttenwesens an der Bergakademie Freiberg sammelte er praktische Erfahrungen in den Salmschen Eisenwerken in Blansko. 1833 trat er in Welten an der Ruhr in Dienst. 1835 übernahm er die Betriebsleitung der Eduard Schmidt Puddel- und Walzwerke in Nachrodt in Westfalen. 1837 wurde er zum Direktor der Eisenwerke in Wolfsberg berufen und 1839 mit der Oberleitung der erzherzoglich Albrechtschen Gewerke in Ustron im Teschener Gebiet betraut. In seiner 25-jährigen Tätigkeit hat er sich um dieses Revier durch Einführung neuer Verfahren, Modernisierung der Betriebe, Errichtung neuer Anlagen (unter anderem die Gießereien in Gorka und Trzynietz), vor allem der Karlshütte in Lipina, große Verdienste erworben. In eigener kleiner Werksschule unterrichtete er junge Bergleute in Mineralogie, Geognosie und Bergbaukunde.
Er verfasste geologische Publikationen über die Karpaten, so 1861 die Geognostische Karte der Nord-Karpathen in Schlesien und der angrenzenden Theile Mährens und Galiziens  und die Geognostische Karte des ehemaligen Gebietes von Krakau. Auf ihn zurück geht auch die Bezeichnung Teschenit, angewandt auf eine Gruppe basischer Intrusivgesteine vom Nordrande der Karpaten, die über Gustav Tschermak, der den Begriff modifizierte, in die Fachliteratur einging. Er war Hauptinitiator der Kaschau-Oderberger Bahn. Seine reiche  Fossiliensammlung ging nach seinem Tode an die Bayerische Staatssammlung in München über, wo sie von Karl Alfred von Zittel und seinen Schülern  bearbeitet wurde.

## Ehrungen und Auszeichnungen
- Kurz vor seinem Tode erhielt Ludwig Hohenegger in Anerkennung seiner Verdienste um die Förderung der Montanindustrie in Österreich das Ritterkreuz des Franz-Joseph-Ordens.